# Championnat de Tunisie de football 1949-1950
 (mars 2017).
Si vous disposez d'ouvrages ou d'articles de référence ou si vous connaissez des sites web de qualité traitant du thème abordé ici, merci de compléter l'article en donnant les références utiles à sa vérifiabilité et en les liant à la section « Notes et références ».
Navigation
Saison précédente Saison suivante
La saison 1949-1950 du championnat de Tunisie de football est la quatrième édition de la première division tunisienne à poule unique qui se dispute au niveau national, le championnat d'excellence. Les douze meilleurs clubs tunisiens jouent les uns contre les autres à deux reprises durant la saison, à domicile et à l'extérieur.
Cette année, le titre est remporté pour la première fois par l'Étoile sportive du Sahel à l'issue d'une lutte très serrée avec le Club tunisien.

## Clubs participants
| - Association sportive française - Club africain - Club athlétique bizertin - Club sportif gabésien - Club tunisien - Espérance sportive | - Étoile sportive du Sahel - Patrie Football Club bizertin - Patriote de Sousse - Sfax railway sport - Union sportive de Ferryville - Union sportive tunisienne |

## Compétition

### Classement
Le barème de points servant à établir le classement se décompose ainsi :
- Victoire : 3 points
- Match nul : 2 points
- Défaite : 1 point

| Rang | Équipe                         | Pts | J  | G  | N | P      | Bp | Bc | Diff |
| ---- | ------------------------------ | --- | -- | -- | - | ------ | -- | -- | ---- |
| 1    | Étoile sportive du Sahel       | 58  | 22 | 16 | 4 | 2      | 51 | 15 | +36  |
| 2    | Club tunisien                  | 56  | 22 | 14 | 6 | 2      | 37 | 14 | +23  |
| 2    | Club athlétique bizertin       | 52  | 22 | 13 | 4 | 5      | 48 | 18 | +30  |
| 4    | Sfax railway sport             | 52  | 22 | 13 | 4 | 5      | 47 | 20 | +27  |
| 5    | Club africain                  | 45  | 22 | 7  | 9 | 6      | 29 | 22 | +7   |
| 6    | Union sportive de Ferryville   | 44  | 22 | 8  | 6 | 8      | 40 | 35 | +5   |
| 7    | Patrie Football Club bizertin  | 42  | 22 | 7  | 6 | 9      | 35 | 34 | +1   |
| 8    | Association sportive française | 41  | 22 | 6  | 7 | 9      | 24 | 38 | -14  |
| 9    | Espérance sportive             | 40  | 22 | 7  | 4 | 11     | 32 | 35 | -3   |
| 10   | Patriote de Sousse             | 37  | 22 | 5  | 5 | 12     | 29 | 46 | -17  |
| 11   | Club sportif gabésien          | 33  | 22 | 4  | 3 | 15     | 24 | 65 | -41  |
| 12   | Union sportive tunisienne      | 27  | 22 | 2  | 2 | 18(1F) | 15 | 69 | -54  |

|  | Champion de Tunisie 1946-1947 |
|  | Relégué                       |

### Meilleurs buteurs
- Habib Mougou (ESS) : 20 buts
- Georges Paraskevas (SRS) : 18 buts
- Augustin Bernardi (USF) : 12 buts
- Salah Mehouachi, alias « Harnif » (CAB), François Szego (SRS) : 11 buts
- Charles Cimalando (PS) : 10 buts

### Champion
- Entraîneurs : Mohamed Boudhina et Rachid Sehili
- Joueurs : Aleya Douik (GB), Sadok Dhaou Trabelsi, Bouraoui Lamti, Mokhtar Ben Sassi, Salah Bellaouer, Abdessalem Mougou, Mahmoud Chehata, Abdelhamid Blel, Rachid Sehili, Béchir Jerbi, Gribaâ, Ghannouchi, Hédi Khiari, Habib Mougou, Younès Chetali (fi), Ben Hassen, Hamed Mougou

### Tournoi d'accession
Le Club sportif de Hammam Lif, qui a survolé le championnat de division d'honneur Nord avec des scores fleuves — à l'instar de ses matchs contre le Stade gaulois (22-0), le Football Club de Jérissa (12-0), le Kram olympique, le Club sportif des cheminots et la Vaillante jeunesse de Hammam Lif (tous battus sur le score de 9-0), la Jeanne d'Arc d'avant-garde et l'Union sportive béjaoise (9-1) — écarte le champion des divisions d'honneur du Centre et du Sud, Métlaoui Sport (8-1).